# Torneo Federal A 2017-2018
Il Torneo Federal A 2017-2018 è stata la 5ª edizione del campionato argentino di calcio di terza divisione dedicato soltanto alle squadre che sono affiliate alla AFA per via indiretta, cioè tramite l'affiliazione delle loro leghe calcistiche regionali di appartenenza sparse su tutto il territorio argentino. Il campionato, che ha visto la partecipazione di 39 squadre, è iniziato il 16 settembre 2017 e si è concluso il 27 maggio 2018.
Dal Torneo Federal B Complementario 2016 sono state promosse 4 squadre (Sansinena, Estudiantes de Río Cuarto, Deportivo Mandiyú e Huracán Las Heras), mentre dalla Primera B Nacional 2016-2017 sono retrocesse 4 squadre (Central Córdoba, Douglas Haig, Crucero del Norte e Atlético Paraná).

## Primera fase
Le 39 squadre sono state divise in 4 gironi (zonas) determinati sulla base di criteri geografici, per la precisione tre gironi da 10 squadre ed un girone da 9. Ogni squadra affronta le altre appartenenti allo stesso girone in un campionato di andata e ritorno. Le prime 4 squadre di ogni girone accederanno alla Segunda fase, mentre le restanti squadre (23) disputeranno la Primera etapa del Torneo de Reválida.

### Zona 1
| Squadra       | Città         | Stadio                        | Posti  |
| ------------- | ------------- | ----------------------------- | ------ |
| Alvarado      | Mar del Plata | José María Minella            | 35.180 |
| Ind. Neuquén  | Neuquén       | La Nueva Caldera              | 3.500  |
| Sansinena     | General Cerri | Luis Molina                   | 4.000  |
| Cipolletti    | Cipolletti    | La Visera de Cemento          | 12.000 |
| Ferro (GP)    | General Pico  | El Coloso del Barrio Talleres | 11.000 |
| Rivadavia (L) | Lincoln       | El Coliseo                    | 10.000 |
| Dep. Madryn   | Puerto Madryn | Coliseo del Golfo             | 6.000  |
| Dep. Roca     | General Roca  | Luis Maiolino                 | 10.000 |
| Villa Mitre   | Bahía Blanca  | El Fortín                     | 6.000  |

#### Classifica
| Pos. | Squadra       | Pt | G  | V | N | P | GF | GS | DR  |                                           |
| ---- | ------------- | -- | -- | - | - | - | -- | -- | --- | ----------------------------------------- |
| 1.   | Alvarado      | 29 | 16 | 8 | 5 | 3 | 23 | 11 | +12 | Passano alla Segunda Fase                 |
| 2.   | Villa Mitre   | 26 | 16 | 6 | 8 | 2 | 16 | 11 | +5  | Passano alla Segunda Fase                 |
| 3.   | Dep. Roca     | 24 | 16 | 7 | 3 | 6 | 23 | 21 | +2  | Passano alla Segunda Fase                 |
| 4.   | Ferro (GP)    | 23 | 16 | 6 | 5 | 5 | 18 | 17 | +1  | Passano alla Segunda Fase                 |
| 5.   | Cipolletti    | 23 | 16 | 6 | 5 | 5 | 18 | 6  | +2  | Passano alla Primera etapa della Revalida |
| 6.   | Ind. Neuquén  | 19 | 16 | 5 | 4 | 7 | 13 | 21 | -8  | Passano alla Primera etapa della Revalida |
| 7.   | Rivadavia (L) | 17 | 16 | 4 | 5 | 7 | 19 | 16 | +3  | Passano alla Primera etapa della Revalida |
| 8.   | Sansinena     | 16 | 16 | 3 | 7 | 6 | 12 | 16 | -4  | Passano alla Primera etapa della Revalida |
| 9.   | Dep. Madryn   | 16 | 16 | 4 | 4 | 8 | 11 | 24 | -13 | Passano alla Primera etapa della Revalida |

Note:
Tre punti a vittoria, uno a pareggio, zero a sconfitta. In caso di arrivo a pari punti fra due o più squadre si considerano i seguenti criteri: 1) classifica avulsa; 2) differenza gol negli scontri diretti; 3) gol segnati negli scontri diretti; 4) gol in trasferta negli scontri diretti; 5) differenza gol; 6) gol segnati; 7) gol segnati in trasferta; 8) sorteggio.

#### Calendario e risultati
| Cipolletti  | 1 - 1 | Rivadavia (L) | 17.9.2017 | Dep. Roca     | 1 - 0 | Dep. Madryn | 24.9.2017 | Cipolletti  | 2 - 1 | Dep. Roca    | 29.9.2017 |
| Dep. Madryn | 0 - 0 | Ferro (GP)    | 17.9.2017 | Ind. Neuquén  | 2 - 1 | Alvarado    | 24.9.2017 | Sansinena   | 0 - 2 | Ferro (GP)   | 30.9.2017 |
| Alvarado    | 3 - 0 | Dep. Roca     | 17.9.2017 | Ferro (GP)    | 2 - 1 | Cipolletti  | 24.9.2017 | Dep. Madryn | 0 - 0 | Ind. Neuquén | 30.9.2017 |
| Villa Mitre | 1 - 0 | Ind. Neuquén  | 17.9.2017 | Rivadavia (L) | 2 - 2 | Sansinena   | 24.9.2017 | Alvarado    | 1 - 1 | Villa Mitre  | 30.9.2017 |

| Ind. Neuquén | 0 - 1 | Cipolletti    | 11.10.2017 | Rivadavia (L) | 1 - 0 | Dep. Roca    | 8.10.2017 | Villa Mitre  | 0 - 0 | Sansinena     | 14.10.2017 |
| Villa Mitre  | 1 - 0 | Dep. Madryn   | 4.10.2017  | Sansinena     | 1 - 2 | Ind. Neuquén | 8.10.2017 | Ind. Neuquén | 0 - 1 | Rivadavia (L) | 14.10.2017 |
| Ferro (GP)   | 0 - 0 | Rivadavia (L) | 4.10.2017  | Dep. Madryn   | 1 - 2 | Alvarado     | 8.10.2017 | Dep. Roca    | 2 - 3 | Ferro (GP)    | 14.10.2017 |
| Dep. Roca    | 0 - 0 | Sansinena     | 4.10.2017  | Cipolletti    | 1 - 2 | Villa Mitre  | 8.10.2017 | Alvarado     | 2 - 1 | Cipolletti    | 15.10.2017 |

| Rivadavia (L) | 1 - 1 | Villa Mitre  | 19.10.2017 | Dep. Madryn  | 2 - 1 | Sansinena     | 25.10.2017 | Dep. Roca     | 2 - 2 | Villa Mitre (BB) | 29.10.2017 |
| Ferro (GP)    | 2 - 0 | Ind. Neuquén | 19.10.2017 | Ind. Neuquén | 1 - 2 | Dep. Roca     | 25.10.2017 | Rivadavia (L) | 6 - 0 | Dep. Madryn      | 29.10.2017 |
| Sansinena     | 0 - 2 | Alvarado     | 19.10.2017 | Alvarado     | 2 - 0 | Rivadavia (L) | 25.10.2017 | Sansinena     | 0 - 0 | Cipolletti       | 29.10.2017 |
| Cipolletti    | 2 - 1 | Dep. Madryn  | 19.10.2017 | Villa Mitre  | 0 - 0 | Ferro (GP)    | 25.10.2017 | Ferro (GP)    | 0 - 0 | Alvarado         | 29.10.2017 |

| Rivadavia (L) | 0 - 1 | Cipolletti       | 5.11.2017 | Alvarado    | 4 - 0 | Ind. Neuquén  | 10.11.2017 | Ind. Neuquén     | 1 - 0 | Dep. Madryn | 15.11.2017 |
| Ind. Neuquén  | 0 - 0 | Villa Mitre (BB) | 5.11.2017 | Cipolletti  | 1 - 1 | Ferro (GP)    | 10.11.2017 | Villa Mitre (BB) | 2 - 1 | Alvarado    | 15.11.2017 |
| Ferro (GP)    | 4 - 1 | Dep. Madryn      | 5.11.2017 | Dep. Madryn | 2 - 1 | Dep. Roca     | 11.11.2017 | Ferro (GP)       | 1 - 0 | Sansinena   | 15.11.2017 |
| Dep. Roca     | 1 - 1 | Alvarado         | 5.11.2017 | Sansinena   | 1 - 0 | Rivadavia (L) | 11.11.2017 | Dep. Roca        | 3 - 1 | Cipolletti  | 15.11.2017 |

| Sansinena     | 2 - 1 | Dep. Roca        | 19.11.2017 | Ind. Neuquén     | 0 - 0 | Sansinena     | 24.11.2017 | Sansinena     | 1 - 1 | Villa Mitre (BB) | 28.11.2017 |
| Cipolletti    | 1 - 1 | Ind. Neuquén     | 19.11.2017 | Alvarado         | 1 - 1 | Dep. Madryn   | 24.11.2017 | Rivadavia (L) | 1 - 2 | Ind. Neuquén     | 28.11.2017 |
| Rivadavia (L) | 1 - 0 | Ferro (GP)       | 20.11.2017 | Villa Mitre (BB) | 1 - 1 | Cipolletti    | 24.11.2017 | Cipolletti    | 1 - 0 | Alvarado         | 28.11.2017 |
| Dep. Madryn   | 4 - 0 | Villa Mitre (BB) | 20.11.2017 | Dep. Roca        | 2 - 1 | Rivadavia (L) | 24.11.2017 | Ferro (GP)    | 1 - 2 | Dep. Roca        | 28.11.2017 |

| Villa Mitre (BB) | 2 - 0 | Rivadavia (L) | 1.12.2017 | Sansinena     | 3 - 0 | Dep. Madryn      | 6.12.2017 | Dep. Madryn      | 1 - 1 | Rivadavia (L) | 10.12.2017 |
| Dep. Madryn      | 1 - 0 | Cipolletti    | 2.12.2017 | Rivadavia (L) | 0 - 1 | Alvarado         | 6.12.2017 | Villa Mitre (BB) | 1 - 2 | Dep. Roca     | 10.12.2017 |
| Ind. Neuquén     | 4 - 2 | Ferro (GP)    | 2.12.2017 | Ferro (GP)    | 0 - 1 | Villa Mitre (BB) | 6.12.2017 | Alvarado         | 1 - 0 | Ferro (GP)    | 10.12.2017 |
| Alvarado         | 1 - 1 | Sansinena     | 2.12.2017 | Dep. Roca     | 4 - 0 | Ind. Neuquén     | 6.12.2017 | Cipolletti       | 3 - 0 | Sansinena     | 10.12.2017 |

### Zona 2
| Squadra          | Città        | Stadio                                       | Posti           |
| ---------------- | ------------ | -------------------------------------------- | --------------- |
| Estudiantes (RC) | Río Cuarto   | Ciudad de Río Cuarto Antonio Candini         | 15.000          |
| Gimnasia (M)     | Mendoza      | Víctor Antonio Legrotaglie                   | 11.500          |
| Huracán (LH)     | Las Heras    | General San Martín                           | 10.000          |
| Juv. Unida (SL)  | San Luis     | Juan Gilberto Funes - Mario Sebastián Diez   | 15.000 - 7.000  |
| San Lorenzo (C)  | Catamarca    | Malvinas Argentinas                          | 12.000          |
| Unión (VK)       | Villa Krause | San Juan del Bicentenario - 12 de Octubre    | 25.286 - 6.000  |
| Dep. Maipú       | Maipú        | Malvinas Argentinas - Omar Higinio Sperdutti | 42.500 - 8.000  |
| Desamparados     | San Juan     | San Juan del Bicentenario - El Serpentario   | 25.286 - 12.000 |
| Unión (A)        | Aconquija    | Municipial de Aconquija - Peñarol de Belén   | 3.000           |
| Gutiérrez (M)    | Gutiérrez    | General Gutiérrez                            | 5.000           |

#### Classifica
| Pos. | Squadra          | Pt | G  | V  | N  | P | GF | GS | DR  |                                           |
| ---- | ---------------- | -- | -- | -- | -- | - | -- | -- | --- | ----------------------------------------- |
| 1.   | Gimnasia (M)     | 40 | 18 | 11 | 7  | 0 | 28 | 9  | +19 | Passano alla Segunda Fase                 |
| 2.   | Estudiantes (RC) | 33 | 18 | 10 | 3  | 5 | 27 | 13 | +14 | Passano alla Segunda Fase                 |
| 3.   | Desamparados     | 28 | 18 | 8  | 4  | 6 | 19 | 11 | +8  | Passano alla Segunda Fase                 |
| 4.   | Juv. Unida (SL)  | 26 | 18 | 6  | 8  | 4 | 17 | 16 | +1  | Passano alla Segunda Fase                 |
| 5.   | Dep. Maipú       | 26 | 18 | 7  | 5  | 6 | 23 | 22 | +1  | Passano alla Primera etapa della Revalida |
| 6.   | Huracán (LH)     | 22 | 18 | 4  | 10 | 4 | 14 | 18 | -4  | Passano alla Primera etapa della Revalida |
| 7.   | San Lorenzo (C)  | 20 | 18 | 5  | 5  | 8 | 12 | 18 | -6  | Passano alla Primera etapa della Revalida |
| 8.   | Unión (VK)       | 17 | 18 | 4  | 5  | 9 | 15 | 25 | -10 | Passano alla Primera etapa della Revalida |
| 9.   | Gutiérrez (M)    | 13 | 18 | 2  | 7  | 9 | 14 | 24 | -10 | Passano alla Primera etapa della Revalida |
| 10.  | Unión (A)        | 13 | 18 | 1  | 10 | 7 | 7  | 20 | -13 | Passano alla Primera etapa della Revalida |

 Note:
Tre punti a vittoria, uno a pareggio, zero a sconfitta. In caso di arrivo a pari punti fra due o più squadre si considerano i seguenti criteri: 1) classifica avulsa; 2) differenza gol negli scontri diretti; 3) gol segnati negli scontri diretti; 4) gol in trasferta negli scontri diretti; 5) differenza gol; 6) gol segnati; 7) gol segnati in trasferta; 8) sorteggio.

#### Calendario e risultati
| Dep. Maipú       | 0 - 0 | Huracán (LH)  | 16.9.2017 | Gutiérrez (M) | 0 - 1 | San Lorenzo (C)  | 24.9.2017 | Estudiantes (RC) | 1 - 1 | Gimnasia (M)  | 29.9.2017 |
| Estudiantes (RC) | 0 - 2 | Desamparados  | 17.9.2017 | Desamparados  | 1 - 0 | Unión (A)        | 24.9.2017 | Unión (A)        | 0 - 0 | Huracán (LH)  | 30.9.2017 |
| San Lorenzo (C)  | 1 - 1 | Gimnasia (M)  | 17.9.2017 | Unión (VK)    | 1 - 2 | Juv. Unida (U)   | 24.9.2017 | San Lorenzo (C)  | 0 - 0 | Unión (VK)    | 30.9.2017 |
| Juv. Unida (U)   | 0 - 0 | Unión (A)     | 27.9.2017 | Gimnasia (M)  | 2 - 0 | Dep. Maipú       | 24.9.2017 | Dep. Maipú       | 1 - 1 | Gutiérrez (M) | 1.10.2017 |
| Unión (VK)       | 1 - 0 | Gutiérrez (M) | 27.9.2017 | Huracán (LH)  | 0 - 1 | Estudiantes (RC) | 24.9.2017 | Juv. Unida (U)   | 2 - 0 | Desamparados  | 1.10.2017 |

| Huracán (LH)    | 0 - 0 | Desamparados     | 4.10.2017  | Unión (A)        | 0 - 0 | Gutiérrez (M)   | 8.10.2017 | Dep. Maipú      | 1 - 1 | Juv. Unida (U)   | 13.10.2017 |
| Gutiérrez (M)   | 2 - 2 | Estudiantes (RC) | 4.10.2017  | Juv. Unida (U)   | 2 - 2 | Huracán (LH)    | 8.10.2017 | Gutiérrez (M)   | 1 - 2 | Desamparados     | 14.10.2017 |
| San Lorenzo (C) | 0 - 1 | Juv. Unida (U)   | 4.10.2017  | Dep. Maipú       | 1 - 0 | San Lorenzo (C) | 8.10.2017 | San Lorenzo (C) | 2 - 1 | Estudiantes (RC) | 14.10.2017 |
| Unión (VK)      | 3 - 2 | Dep. Maipú       | 4.10.2017  | Estudiantes (RC) | 0 - 0 | Unión (VK)      | 8.10.2017 | Unión (VK)      | 0 - 0 | Unión (A)        | 14.10.2017 |
| Gimnasia (M)    | 5 - 0 | Unión (A)        | 12.10.2017 | Desamparados     | 0 - 0 | Gimnasia (M)    | 8.10.2017 | Gimnasia (M)    | 2 - 0 | Huracán (LH)     | 16.10.2017 |

| Unión (A)        | 1 - 0 | San Lorenzo (C) | 19.10.2017 | Dep. Maipú       | 3 - 1 | Unión (A)      | 25.10.2017 | Unión (A)      | 0 - 2 | Estudiantes (RC) | 29.10.2017 |
| Desamparados     | 3 - 0 | Unión (VK)      | 19.10.2017 | Unión (VK)       | 1 - 1 | Huracán (LH)   | 25.10.2017 | Juv. Unida (U) | 2 - 2 | Gutiérrez (M)    | 29.10.2017 |
| Estudiantes (RC) | 2 - 0 | Dep. Maipú      | 19.10.2017 | Gutiérrez (M)    | 0 - 1 | Gimnasia (M)   | 25.10.2017 | Huracán (LH)   | 1 - 1 | San Lorenzo (C)  | 29.10.2017 |
| Huracán (LH)     | 1 - 1 | Gutiérrez (M)   | 20.10.2017 | San Lorenzo (C)  | 1 - 0 | Desamparados   | 25.10.2017 | Gimnasia (M)   | 3 - 1 | Unión (VK)       | 29.10.2017 |
| Juv. Unida (U)   | 1 - 1 | Gimnasia (M)    | 20.10.2017 | Estudiantes (RC) | 1 - 0 | Juv. Unida (U) | 25.10.2017 | Desamparados   | 1 - 2 | Dep. Maipú       | 29.10.2017 |

| Desamparados  | 1 - 1 | Estudiantes (RC) | 3.11.2017 | Juv. Unida (U)   | 2 - 1 | Unión (VK)    | 8.11.2017 | Unión (VK)    | 1 - 0 | San Lorenzo (C)  | 12.11.2017 |
| Unión (A)     | 0 - 2 | Juv. Unida (U)   | 4.11.2017 | Unión (A)        | 0 - 0 | Desamparados  | 8.11.2017 | Desamparados  | 3 - 0 | Juv. Unida (U)   | 12.11.2017 |
| Huracán (LH)  | 3 - 1 | Dep. Maipú       | 4.11.2017 | San Lorenzo (C)  | 2 - 0 | Gutiérrez (M) | 8.11.2017 | Huracán (LH)  | 0 - 0 | Unión (A)        | 13.11.2017 |
| Gutiérrez (M) | 2 - 1 | Unión (VK)       | 4.11.2017 | Dep. Maipú       | 1 - 2 | Gimnasia (M)  | 8.11.2017 | Gutiérrez (M) | 2 - 3 | Dep. Maipú       | 13.11.2017 |
| Gimnasia (M)  | 1 - 0 | San Lorenzo (C)  | 4.11.2017 | Estudiantes (RC) | 4 - 0 | Huracán (LH)  | 8.11.2017 | Gimnasia (M)  | 1 - 0 | Estudiantes (RC) | 13.11.2017 |

| Estudiantes (RC) | 4 - 1 | Gutiérrez (M)   | 17.11.2017 | Huracán (LH)    | 1 - 1 | Juv. Unida (U)   | 24.11.2017 | Huracán (LH)     | 2 - 2 | Gimnasia (M)    | 28.11.2017 |
| Juv. Unida (U)   | 0 - 0 | San Lorenzo (C) | 18.11.2017 | San Lorenzo (C) | 1 - 0 | Dep. Maipú       | 24.11.2017 | Juv. Unida (U)   | 0 - 0 | Dep. Maipú      | 28.11.2017 |
| Dep. Maipú       | 3 - 0 | Unión (VK)      | 19.11.2017 | Unión (VK)      | 0 - 1 | Estudiantes (RC) | 24.11.2017 | Estudiantes (RC) | 5 - 1 | San Lorenzo (C) | 28.11.2017 |
| Unión (A)        | 0 - 0 | Gimnasia (M)    | 19.11.2017 | Gutiérrez (M)   | 1 - 1 | Unión (A)        | 25.11.2017 | Unión (A)        | 1 - 2 | Unión (VK)      | 29.11.2017 |
| Desamparados     | 2 - 0 | Huracán (LH)    | 20.11.2017 | Gimnasia (M)    | 1 - 0 | Desamparados     | 25.11.2017 | Desamparados     | 0 - 1 | Gutiérrez (M)   | 29.11.2017 |

| San Lorenzo (C) | 2 - 2 | Unión (A)        | 2.12.2017 | Huracán (LH) | 1 - 0 | Unión (VK)       | 6.12.2017 | Gutiérrez (M)    | 0 - 1 | Juv. Unida   | 10.12.2017 |
| Gimnasia (M)    | 2 - 0 | Juv. Unida       | 3.12.2017 | Unión (A)    | 1 - 1 | Dep. Maipú       | 6.12.2017 | Unión (VK)       | 2 - 3 | Gimnasia (M) | 10.12.2017 |
| Gutiérrez (M)   | 0 - 1 | Huracán (LH)     | 3.12.2017 | Juv. Unida   | 0 - 1 | Estudiantes (RC) | 6.12.2017 | San Lorenzo (C)  | 0 - 1 | Huracán (LH) | 10.12.2017 |
| Unión (VK)      | 1 - 1 | Desamparados     | 3.12.2017 | Gimnasia (M) | 0 - 0 | Gutiérrez (M)    | 6.12.2017 | Estudiantes (RC) | 1 - 0 | Unión (A)    | 10.12.2017 |
| Dep. Maipú      | 2 - 1 | Estudiantes (RC) | 3.12.2017 | Desamparados | 2 - 0 | San Lorenzo (C)  | 6.12.2017 | Dep. Maipú       | 2 - 1 | Desamparados | 10.12.2017 |

### Zona 3
| Squadra               | Città                  | Stadio               | Posti  |
| --------------------- | ---------------------- | -------------------- | ------ |
| Central Córdoba (SdE) | Santiago del Estero    | Alfredo Terrera      | 16.000 |
| Douglas Haig          | Pergamino              | Miguel Morales       | 16.000 |
| Atlético Paraná       | Paraná                 | Pedro Mutio          | 6.000  |
| Unión (S)             | Sunchales              | Fortaleza del Bicho  | 5.600  |
| Defensores (VR)       | Villa Ramallo          | Salomón Boeseldín    | 3.000  |
| Defensores (P)        | Pronunciamiento        | Delio Cardozo        | 2.000  |
| Dep. Libertad         | Sunchales              | Dr. Plácido Tita     | 5.000  |
| Gimnasia (CdU)        | Concepción del Uruguay | Manuel y Ramón Núñez | 9.000  |
| Sp. Belgrano (SF)     | San Francisco          | Oscar Carlos Boero   | 15.500 |
| Sp. Las Parejas       | Las Parejas            | Fortaleza del Lobo   | 7.000  |

#### Classifica
| Pos. | Squadra               | Pt | G  | V | N  | P  | GF | GS | DR  |                                           |
| ---- | --------------------- | -- | -- | - | -- | -- | -- | -- | --- | ----------------------------------------- |
| 1.   | Central Córdoba (SdE) | 33 | 18 | 9 | 6  | 3  | 35 | 19 | +16 | Passano alla Segunda Fase                 |
| 2.   | Sp. Belgrano (SF)     | 27 | 18 | 7 | 6  | 5  | 27 | 23 | +4  | Passano alla Segunda Fase                 |
| 3.   | Defensores (VR)       | 26 | 18 | 6 | 8  | 4  | 23 | 16 | +7  | Passano alla Segunda Fase                 |
| 4.   | Unión (S)             | 26 | 18 | 6 | 8  | 4  | 20 | 19 | +1  | Passano alla Segunda Fase                 |
| 5.   | Douglas Haig          | 26 | 18 | 7 | 5  | 6  | 26 | 28 | -2  | Passano alla Primera etapa della Revalida |
| 6.   | Gimnasia (CdU)        | 25 | 18 | 7 | 4  | 7  | 29 | 24 | +5  | Passano alla Primera etapa della Revalida |
| 7.   | Sp. Las Parejas       | 23 | 18 | 5 | 8  | 5  | 17 | 19 | -2  | Passano alla Primera etapa della Revalida |
| 8.   | Defensores (P)        | 22 | 18 | 4 | 10 | 4  | 20 | 25 | -5  | Passano alla Primera etapa della Revalida |
| 9.   | Atlético Paraná       | 16 | 18 | 3 | 7  | 8  | 13 | 20 | -7  | Passano alla Primera etapa della Revalida |
| 10.  | Dep. Libertad         | 14 | 18 | 4 | 2  | 12 | 19 | 36 | -17 | Passano alla Primera etapa della Revalida |

 Note:
Tre punti a vittoria, uno a pareggio, zero a sconfitta. In caso di arrivo a pari punti fra due o più squadre si considerano i seguenti criteri: 1) classifica avulsa; 2) differenza gol negli scontri diretti; 3) gol segnati negli scontri diretti; 4) gol in trasferta negli scontri diretti; 5) differenza gol; 6) gol segnati; 7) gol segnati in trasferta; 8) sorteggio.

#### Calendario e risultati
| Defensores (P)  | 0 - 0 | Sp. Las Parejas | 17.9.2017 | Sp. Las Parejas | 1 - 3 | Central Córdoba | 23.9.2017 | Libertad (S)    | 1 - 3 | Sp. Las Parejas | 29.9.2017 |
| Sp. Belgrano    | 2 - 1 | Gimnasia (CdU)  | 17.9.2017 | Atl. Paraná     | 0 - 0 | Gimnasia (CdU)  | 23.9.2017 | Sp. Belgrano    | 3 - 2 | Atl. Paraná     | 29.9.2017 |
| Defensores (VR) | 2 - 0 | Atl. Paraná     | 17.9.2017 | Defensores (P)  | 5 - 2 | Sp. Belgrano    | 24.9.2017 | Gimnasia (CdU)  | 1 - 1 | Unión (S)       | 29.9.2017 |
| Libertad (S)    | 1 - 0 | Unión (S)       | 17.9.2017 | Douglas Haig    | 2 - 1 | Libertad (S)    | 24.9.2017 | Central Córdoba | 1 - 1 | Defensores (P)  | 29.9.2017 |
| Central Córdoba | 2 - 1 | Douglas Haig    | 17.9.2017 | Unión (S)       | 0 - 2 | Defensores (VR) | 24.9.2017 | Defensores (VR) | 5 - 0 | Douglas Haig    | 30.9.2017 |

| Unión (S)       | 0 - 0 | Atl. Paraná     | 3.10.2017 | Gimnasia (CdU)  | 2 - 0 | Sp. Las Parejas | 8.10.2017 | Defensores (P)  | 2 - 1 | Gimnasia (CdU)  | 14.10.2017 |
| Defensores (P)  | 0 - 0 | Libertad (S)    | 4.10.2017 | Sp. Belgrano    | 0 - 0 | Unión (S)       | 8.10.2017 | Libertad (S)    | 1 - 1 | Sp. Belgrano    | 14.10.2017 |
| Sp. Las Parejas | 0 - 0 | Defensores (VR) | 4.10.2017 | Defensores (VR) | 1 - 1 | Defensores (P)  | 8.10.2017 | Sp. Las Parejas | 2 - 0 | Atl. Paraná     | 14.10.2017 |
| Douglas Haig    | 1 - 0 | Gimnasia (CdU)  | 4.10.2017 | Atl. Paraná     | 1 - 2 | Douglas Haig    | 8.10.2017 | Douglas Haig    | 3 - 1 | Unión (S)       | 14.10.2017 |
| Central Córdoba | 0 - 1 | Sp. Belgrano    | 4.10.2017 | Libertad (S)    | 2 - 6 | Central Córdoba | 8.10.2017 | Central Córdoba | 4 - 1 | Defensores (VR) | 14.10.2017 |

| Atl. Paraná     | 1 - 1 | Defensores (P)  | 19.10.2017 | Defensores (P)  | 2 - 2 | Unión (S)      | 25.10.2017 | Unión (S)      | 1 - 1 | Central Córdoba | 29.10.2017 |
| Defensores (VR) | 1 - 0 | Libertad (S)    | 19.10.2017 | Libertad (S)    | 2 - 1 | Gimnasia (CdU) | 25.10.2017 | Atl. Paraná    | 1 - 0 | Libertad (S)    | 29.10.2017 |
| Sp. Belgrano    | 1 - 1 | Douglas Haig    | 19.10.2017 | Defensores (VR) | 0 - 2 | Sp. Belgrano   | 25.10.2017 | Gimnasia (CdU) | 2 - 2 | Defensores (VR) | 29.10.2017 |
| Unión (S)       | 0 - 0 | Sp. Las Parejas | 19.10.2017 | Central Córdoba | 1 - 0 | Atl. Paraná    | 25.10.2017 | Sp. Belgrano   | 4 - 0 | Sp. Las Parejas | 29.10.2017 |
| Gimnasia (CdU)  | 3 - 0 | Central Córdoba | 19.10.2017 | Sp. Las Parejas | 0 - 0 | Douglas Haig   | 26.10.2017 | Douglas Haig   | 1 - 1 | Defensores (P)  | 22.11.2017 |

| Sp. Las Parejas | 1 - 1 | Defensores (P)  | 3.11.2017 | Libertad (S)    | 1 - 2 | Douglas Haig    | 8.11.2017 | Unión (S)       | 1 - 0 | Gimnasia (CdU)  | 12.11.2017 |
| Douglas Haig    | 1 - 2 | Central Córdoba | 4.11.2017 | Defensores (VR) | 3 - 0 | Unión (S)       | 8.11.2017 | Defensores (P)  | 2 - 2 | Central Córdoba | 12.11.2017 |
| Unión (S)       | 3 - 0 | Libertad (S)    | 4.11.2017 | Sp. Belgrano    | 3 - 0 | Defensores (P)  | 8.11.2017 | Atl. Paraná     | 2 - 2 | Sp. Belgrano    | 12.11.2017 |
| Atl. Paraná     | 0 - 0 | Defensores (VR) | 4.11.2017 | Gimnasia (CdU)  | 2 - 1 | Atl. Paraná     | 8.11.2017 | Douglas Haig    | 0 - 2 | Defensores (VR) | 12.11.2017 |
| Gimnasia (CdU)  | 3 - 1 | Sp. Belgrano    | 4.11.2017 | Central Córdoba | 1 - 0 | Sp. Las Parejas | 8.11.2017 | Sp. Las Parejas | 2 - 1 | Libertad (S)    | 13.11.2017 |

| Libertad (S)    | 4 - 0 | Defensores (P)  | 18.11.2017 | Sp. Las Parejas | 1 - 0 | Gimnasia (CdU)  | 24.11.2017 | Atl. Paraná     | 1 - 0 | Sp. Las Parejas | 29.11.2017 |
| Atl. Paraná     | 1 - 1 | Unión (S)       | 18.11.2017 | Central Córdoba | 6 - 1 | Libertad (S)    | 24.11.2017 | Sp. Belgrano    | 3 - 0 | Libertad (S)    | 29.11.2017 |
| Gimnasia (CdU)  | 4 - 3 | Douglas Haig    | 18.11.2017 | Unión (S)       | 2 - 1 | Sp. Belgrano    | 25.11.2017 | Defensores (VR) | 0 - 0 | Central Córdoba | 29.11.2017 |
| Defensores (VR) | 1 - 1 | Sp. Las Parejas | 19.11.2017 | Defensores (P)  | 1 - 0 | Defensores (VR) | 25.11.2017 | Unión (S)       | 2 - 0 | Douglas Haig    | 29.11.2017 |
| Sp. Belgrano    | 0 - 0 | Central Córdoba | 20.11.2017 | Douglas Haig    | 2 - 1 | Atl. Paraná     | 25.11.2017 | Gimnasia (CdU)  | 3 - 0 | Defensores (P)  | 29.11.2017 |

| Defensores (P)  | 1 - 0 | Atl. Paraná     | 3.12.2017 | Atl. Paraná    | 1 - 1 | Central Córdoba | 7.12.2017 | Libertad (S)    | 0 - 1 | Atl. Paraná    | 11.12.2017 |
| Central Córdoba | 4 - 1 | Gimnasia (CdU)  | 3.12.2017 | Sp. Belgrano   | 0 - 0 | Defensores (VR) | 7.12.2017 | Sp. Las Parejas | 2 - 0 | Sp. Belgrano   | 11.12.2017 |
| Libertad (S)    | 3 - 1 | Defensores (VR) | 3.12.2017 | Unión (S)      | 2 - 1 | Defensores (P)  | 7.12.2017 | Defensores (P)  | 1 - 1 | Douglas Haig   | 11.12.2017 |
| Douglas Haig    | 4 - 1 | Sp. Belgrano    | 3.12.2017 | Douglas Haig   | 2 - 2 | Sp. Las Parejas | 7.12.2017 | Central Córdoba | 1 - 2 | Unión (S)      | 11.12.2017 |
| Sp. Las Parejas | 2 - 2 | Unión (S)       | 3.12.2017 | Gimnasia (CdU) | 3 - 1 | Libertad (S)    | 7.12.2017 | Defensores (VR) | 1 - 3 | Gimnasia (CdU) | 11.12.2017 |

### Zona 4
| Squadra            | Città       | Stadio                            | Posti  |
| ------------------ | ----------- | --------------------------------- | ------ |
| Altos Hornos Zapla | Palpalá     | Emilio Fabrizzi                   | 20.704 |
| Juv. Antoniana     | Salta       | Fray Honorato Pistoia             | 12.000 |
| Chaco For Ever     | Resistencia | Juan Alberto García               | 20.000 |
| Sarmiento (R)      | Resistencia | Centenario                        | 25.000 |
| Gimnasia (S)       | Salta       | El Gigante del Norte              | 24.300 |
| Dep. Mandiyú       | Corrientes  | José Antonio Romero Feris         | 15.700 |
| Guaraní A.F.       | Posadas     | Clemente A. Fernández de Oliveira | 12.000 |
| Crucero (M)        | Garupá      | Comandante Andrés Guacurarí       | 16.000 |
| Dep. San Jorge (T) | San Andrés  | Ángel Pascual Saez                | 6.000  |
| Sp. Patria (F)     | Formosa     | Antonio Romero                    | 23.000 |

#### Classifica
| Pos. | Squadra            | Pt | G  | V  | N | P  | GF | GS | DR  |                                           |
| ---- | ------------------ | -- | -- | -- | - | -- | -- | -- | --- | ----------------------------------------- |
| 1.   | Sarmiento (R)      | 37 | 18 | 10 | 7 | 1  | 25 | 13 | +12 | Passano alla Segunda Fase                 |
| 2.   | Chaco For Ever     | 30 | 17 | 8  | 6 | 3  | 18 | 10 | +8  | Passano alla Segunda Fase                 |
| 3.   | Gimnasia (S)       | 29 | 18 | 7  | 8 | 3  | 22 | 17 | +5  | Passano alla Segunda Fase                 |
| 4.   | Crucero (M)        | 27 | 17 | 7  | 6 | 4  | 25 | 16 | +9  | Passano alla Segunda Fase                 |
| 5.   | Altos Hornos Zapla | 27 | 18 | 7  | 6 | 5  | 14 | 17 | -3  | Passano alla Primera etapa della Revalida |
| 6.   | Juv. Antoniana     | 24 | 18 | 5  | 9 | 4  | 14 | 15 | -1  | Passano alla Primera etapa della Revalida |
| 7.   | Dep. San Jorge (T) | 20 | 18 | 5  | 5 | 8  | 15 | 17 | -2  | Passano alla Primera etapa della Revalida |
| 8.   | Sp. Patria (F)     | 16 | 18 | 4  | 4 | 10 | 21 | 29 | -8  | Passano alla Primera etapa della Revalida |
| 9.   | Dep. Mandiyú       | 15 | 18 | 3  | 6 | 9  | 14 | 23 | -9  | Passano alla Primera etapa della Revalida |
| 10.  | Guaraní A.F.       | 12 | 18 | 3  | 3 | 12 | 17 | 28 | -11 | Passano alla Primera etapa della Revalida |

 Note:
Tre punti a vittoria, uno a pareggio, zero a sconfitta. In caso di arrivo a pari punti fra due o più squadre si considerano i seguenti criteri: 1) classifica avulsa; 2) differenza gol negli scontri diretti; 3) gol segnati negli scontri diretti; 4) gol in trasferta negli scontri diretti; 5) differenza gol; 6) gol segnati; 7) gol segnati in trasferta; 8) sorteggio.

#### Calendario e risultati
| Dep. Mandiyú   | 0 - 0 | Crucero del Norte  | 17.9.2017 | Dep. San Jorge     | 1 - 1 | Dep. Mandiyú   | 23.9.2017 | Gimnasia (S)   | 1 - 2 | Sarmiento (R)      | 29.9.2017 |
| Sp. Patria     | 2 - 2 | Gimnasia (S)       | 17.9.2017 | Altos Hornos Zapla | 1 - 1 | Gimnasia (S)   | 24.9.2017 | Dep. Mandiyú   | 1 - 1 | Juv. Antoniana     | 30.9.2017 |
| Juv. Antoniana | 1 - 0 | Dep. San Jorge     | 17.9.2017 | Juv. Antoniana     | 1 - 0 | Sp. Patria     | 24.9.2017 | Sp. Patria     | 2 - 0 | Altos Hornos Zapla | 30.9.2017 |
| Chaco For Ever | 1 - 1 | Sarmiento (R)      | 17.9.2017 | Sarmiento (R)      | 3 - 1 | Guaraní A.F.   | 24.9.2017 | Guaraní A.F.   | 0 - 1 | Crucero del Norte  | 30.9.2017 |
| Guaraní A.F.   | 0 - 1 | Altos Hornos Zapla | 17.9.2017 | Crucero del Norte  | 2 - 0 | Chaco For Ever | 24.9.2017 | Chaco For Ever | 1 - 0 | Dep. San Jorge     | 30.9.2017 |

| Dep. Mandiyú      | 0 - 1 | Sp. Patria         | 4.10.2017  | Sp. Patria         | 1 - 3 | Sarmiento (R)     | 8.10.2017 | Chaco For Ever    | 0 - 0 | Sp. Patria         | 12.10.2017 |
| Dep. San Jorge    | 3 - 0 | Guaraní A.F.       | 4.10.2017  | Altos Hornos Zapla | 0 - 0 | Crucero del Norte | 8.10.2017 | Dep. Mandiyú      | 0 - 1 | Guaraní A.F.       | 14.10.2017 |
| Crucero del Norte | 1 - 2 | Gimnasia (S)       | 4.10.2017  | Gimnasia (S)       | 1 - 0 | Dep. San Jorge    | 8.10.2017 | Dep. San Jorge    | 1 - 2 | Altos Hornos Zapla | 14.10.2017 |
| Sarmiento (R)     | 0 - 0 | Altos Hornos Zapla | 4.10.2017  | Chaco For Ever     | 1 - 1 | Dep. Mandiyú      | 8.10.2017 | Crucero del Norte | 2 - 3 | Sarmiento (R)      | 14.10.2017 |
| Juv. Antoniana    | 1 - 2 | Chaco For Ever     | 31.10.2017 | Guaraní A.F.       | 2 - 3 | Juv. Antoniana    | 9.10.2017 | Juv. Antoniana    | 1 - 1 | Gimnasia (S)       | 15.10.2017 |

| Sp. Patria         | 0 - 2 | Crucero del Norte | 19.10.2017 | Dep. Mandiyú   | 1 - 2 | Altos Hornos Zapla | 24.10.2017 | Crucero del Norte  | 2 - 0 | Juv. Antoniana | 28.10.2017 |
| Guaraní A.F.       | 1 - 2 | Chaco For Ever    | 19.10.2017 | Dep. San Jorge | 0 - 1 | Crucero del Norte  | 24.10.2017 | Altos Hornos Zapla | 1 - 0 | Chaco For Ever | 28.10.2017 |
| Sarmiento (R)      | 1 - 1 | Dep. San Jorge    | 19.10.2017 | Guaraní A.F.   | 2 - 2 | Sp. Patria         | 24.10.2017 | Sp. Patria         | 2 - 3 | Dep. San Jorge | 29.10.2017 |
| Gimnasia (S)       | 0 - 0 | Dep. Mandiyú      | 19.10.2017 | Chaco For Ever | 2 - 0 | Gimnasia (S)       | 24.10.2017 | Gimnasia (S)       | 1 - 0 | Guaraní A.F.   | 29.10.2017 |
| Altos Hornos Zapla | 0 - 0 | Juv. Antoniana    | 19.10.2017 | Juv. Antoniana | 0 - 1 | Sarmiento (R)      | 24.10.2017 | Sarmiento (R)      | 1 - 0 | Dep. Mandiyú   | 29.10.2017 |

| Gimnasia (S)       | 2 - 0 | Sp. Patria     | 4.11.2017 | Chaco For Ever | 0 - 0 | Crucero del Norte  | 10.11.2017 | Dep. San Jorge     | 0 - 0 | Chaco For Ever | 15.11.2017 |
| Crucero del Norte  | 0 - 0 | Dep. Mandiyú   | 4.11.2017 | Gimnasia (S)   | 0 - 0 | Altos Hornos Zapla | 10.11.2017 | Sarmiento (R)      | 1 - 1 | Gimnasia (S)   | 15.11.2017 |
| Altos Hornos Zapla | 3 - 1 | Guaraní A.F.   | 4.11.2017 | Sp. Patria     | 1 - 1 | Juv. Antoniana     | 11.11.2017 | Crucero del Norte  | 0 - 0 | Guaraní A.F.   | 15.11.2017 |
| Dep. San Jorge     | 1 - 1 | Juv. Antoniana | 5.11.2017 | Dep. Mandiyú   | 2 - 1 | Dep. San Jorge     | 11.11.2017 | Altos Hornos Zapla | 1 - 0 | Sp. Patria     | 15.11.2017 |
| Sarmiento (R)      | 0 - 0 | Chaco For Ever | 5.11.2017 | Guaraní A.F.   | 0 - 0 | Sarmiento (R)      | 11.11.2017 | Juv. Antoniana     | 2 - 1 | Dep. Mandiyú   | 15.11.2017 |

| Sp. Patria         | 4 - 1 | Dep. Mandiyú      | 19.11.2017 | Dep. San Jorge    | 0 - 0 | Gimnasia (S)       | 24.11.2017 | Sarmiento (R)      | 1 - 1 | Crucero del Norte | 28.11.2017 |
| Chaco For Ever     | 0 - 0 | Juv. Antoniana    | 19.11.2017 | Sarmiento (R)     | 4 - 2 | Sp. Patria         | 24.11.2017 | Gimnasia (S)       | 0 - 0 | Juv. Antoniana    | 28.11.2017 |
| Gimnasia (S)       | 4 - 2 | Crucero del Norte | 19.11.2017 | Crucero del Norte | 5 - 1 | Altos Hornos Zapla | 24.11.2017 | Altos Hornos Zapla | 0 - 1 | Dep. San Jorge    | 28.11.2017 |
| Altos Hornos Zapla | 0 - 1 | Sarmiento (R)     | 19.11.2017 | Juv. Antoniana    | 1 - 0 | Guaraní A.F.       | 24.11.2017 | Sp. Patria         | 0 - 1 | Chaco For Ever    | 29.11.2017 |
| Guaraní A.F.       | 2 - 0 | Dep. San Jorge    | 19.11.2017 | Dep. Mandiyú      | 1 - 0 | Chaco For Ever     | 25.11.2017 | Guaraní A.F.       | 4 - 1 | Dep. Mandiyú      | 29.11.2017 |

| Dep. San Jorge    | 0 - 1 | Sarmiento (R)      | 2.12.2017 | Sp. Patria         | 2 - 1 | Guaraní A.F.   | 6.12.2017 | Dep. San Jorge | 1 - 0 | Sp. Patria         | 10.12.2017 |
| Dep. Mandiyú      | 1 - 2 | Gimnasia (S)       | 2.12.2017 | Crucero del Norte  | 1 - 2 | Dep. San Jorge | 6.12.2017 | Juv. Antoniana | 1 - 1 | Crucero del Norte  | 10.12.2017 |
| Chaco For Ever    | 2 - 1 | Guaraní A.F.       | 2.12.2017 | Gimnasia (S)       | 1 - 3 | Chaco For Ever | 6.12.2017 | Guaraní A.F.   | 3 - 0 | Gimnasia (S)       | 10.12.2017 |
| Crucero del Norte | 4 - 2 | Sp. Patria         | 2.12.2017 | Sarmiento (R)      | 2 - 0 | Juv. Antoniana | 6.12.2017 | Chaco For Ever | 1 - 3 | Altos Hornos Zapla | 10.12.2017 |
| Juv. Antoniana    | 0 - 0 | Altos Hornos Zapla | 2.12.2017 | Altos Hornos Zapla | 2 - 1 | Dep. Mandiyú   | 6.12.2017 | Dep. Mandiyú   | 2 - 0 | Sarmiento (S)      | 11.12.2017 |

## Segunda fase
Le 16 squadre classificate dalla Primera fase sono state raggruppate in 2 gironi (zonas) composte da 8 squadre ciascuna. Questa fase prevede la disputa di un girone di sola andata, per un totale di 7 partite per ogni squadra. Al termine del torneo, si qualificano alla Tercera fase le prime 2 squadre di ogni zona oltre che la migliore terza. L'altra "terza classificata" accederà alla Tercera etapa della Revalida, mentre le restanti 10 squadre passano a disputare la Segunda etapa della Revalida.

### Zona A

#### Classifica
| Pos. | Squadra          | Pt | G | V | N | P | GF | GS | DR |                                           |
| ---- | ---------------- | -- | - | - | - | - | -- | -- | -- | ----------------------------------------- |
| 1.   | Estudiantes (RC) | 15 | 7 | 5 | 0 | 2 | 13 | 6  | +7 | Passano alla Tercera Fase                 |
| 2.   | Gimnasia (M)     | 14 | 7 | 4 | 2 | 1 | 11 | 6  | +5 | Passano alla Tercera Fase                 |
| 3.   | Juv. Unida (SL)  | 13 | 7 | 4 | 1 | 2 | 9  | 7  | +2 | Passano alla Tercera Fase                 |
| 4.   | Alvarado         | 10 | 7 | 3 | 1 | 3 | 8  | 8  | 0  | Passano alla Segunda etapa della Revalida |
| 5.   | Deportivo Roca   | 9  | 7 | 3 | 0 | 4 | 12 | 14 | -2 | Passano alla Segunda etapa della Revalida |
| 6.   | Desamparados     | 8  | 7 | 2 | 2 | 3 | 4  | 6  | -2 | Passano alla Segunda etapa della Revalida |
| 7.   | Villa Mitre      | 5  | 7 | 1 | 2 | 4 | 6  | 10 | -4 | Passano alla Segunda etapa della Revalida |
| 8.   | Ferro (GP)       | 5  | 7 | 1 | 2 | 4 | 5  | 11 | -6 | Passano alla Segunda etapa della Revalida |

 Note:
Tre punti a vittoria, uno a pareggio, zero a sconfitta. In caso di arrivo a pari punti fra due o più squadre si considerano i seguenti criteri: 1) classifica avulsa; 2) differenza gol negli scontri diretti; 3) gol segnati negli scontri diretti; 4) gol in trasferta negli scontri diretti; 5) differenza gol; 6) gol segnati; 7) gol segnati in trasferta; 8) sorteggio.

#### Calendario e risultati
| Gimnasia (M)     | 1 - 0 | Ferro (GP)     | 4.2.2018 | Alvarado     | 1 - 0 | Villa Mitre (BB) | 11.2.2018 | Gimnasia (M)     | 1 - 1 | Desamparados | 17.2.2018 |
| Estudiantes (RC) | 6 - 1 | Dep. Roca      | 4.2.2018 | Desamparados | 0 - 1 | Estudiantes (RC) | 11.2.2018 | Estudiantes (RC) | 1 - 0 | Alvarado     | 18.2.2018 |
| Villa Mitre (BB) | 0 - 1 | Juv. Unida (U) | 4.2.2018 | Ferro (GP)   | 1 - 1 | Juv. Unida (U)   | 11.2.2018 | Juv. Unida (U)   | 2 - 0 | Dep. Roca    | 18.2.2018 |
| Alvarado         | 0 - 0 | Desamparados   | 4.2.2018 | Dep. Roca    | 0 - 2 | Gimnasia (M)     | 11.2.2018 | Villa Mitre (BB) | 1 - 1 | Ferro (GP)   | 18.2.2018 |

| Estudiantes (RC) | 1 - 0 | Villa Mitre (BB) | 25.2.2018 | Ferro (GP)       | 0 - 1 | Desamparados     | 3.3.2018 | Alvarado         | 3 - 1 | Ferro (GP)       | 11.3.2018 |
| Desamparados     | 0 - 1 | Juv. Unida (U)   | 25.2.2018 | Juv. Unida (U)   | 0 - 1 | Alvarado         | 4.3.2018 | Desamparados     | 1 - 0 | Dep. Roca        | 11.3.2018 |
| Dep. Roca        | 4 - 1 | Ferro (GP)       | 25.2.2018 | Villa Mitre (BB) | 0 - 3 | Dep. Roca        | 4.3.2018 | Estudiantes (RC) | 4 - 2 | Juv. Unida (U)   | 11.3.2018 |
| Alvarado         | 1 - 2 | Gimnasia (M)     | 26.2.2018 | Gimnasia (M)     | 2 - 0 | Estudiantes (RC) | 7.3.2018 | Gimnasia (M)     | 2 - 2 | Villa Mitre (BB) | 12.3.2018 |

| 7ª giornata      | 7ª giornata | 7ª giornata      | 7ª giornata |
| Locali           | R           | Ospiti           | Giorno      |
| ---------------- | ----------- | ---------------- | ----------- |
| Dep. Roca        | 4 - 2       | Alvarado         | 18.3.2018   |
| Ferro (GP)       | 1 - 0       | Estudiantes (RC) | 18.3.2018   |
| Juv. Unida (U)   | 2 - 1       | Gimnasia (M)     | 18.3.2018   |
| Villa Mitre (BB) | 3 - 1       | Desamparados     | 18.3.2018   |

### Zona B

#### Classifica
| Pos. | Squadra               | Pt | G | V | N | P | GF | GS | DR |                                           |
| ---- | --------------------- | -- | - | - | - | - | -- | -- | -- | ----------------------------------------- |
| 1.   | Central Córdoba (SdE) | 14 | 7 | 4 | 2 | 1 | 10 | 5  | +5 | Passano alla Tercera Fase                 |
| 2.   | Defensores (VR)       | 13 | 7 | 4 | 1 | 2 | 11 | 5  | +6 | Passano alla Tercera Fase                 |
| 3.   | Unión (S)             | 10 | 7 | 3 | 1 | 3 | 9  | 8  | +1 | Passano alla Segunda etapa della Revalida |
| 4.   | Sp. Belgrano (SF)     | 10 | 7 | 3 | 1 | 3 | 8  | 7  | +1 | Passano alla Segunda etapa della Revalida |
| 5.   | Crucero (M)           | 10 | 7 | 3 | 1 | 3 | 7  | 6  | +1 | Passano alla Segunda etapa della Revalida |
| 6.   | Sarmiento (R)         | 9  | 7 | 2 | 3 | 2 | 5  | 9  | -4 | Passano alla Segunda etapa della Revalida |
| 7.   | Chaco For Ever        | 6  | 7 | 2 | 0 | 5 | 5  | 8  | -3 | Passano alla Segunda etapa della Revalida |
| 8.   | Gimnasia (S)          | 6  | 7 | 1 | 3 | 3 | 7  | 14 | -7 | Passano alla Segunda etapa della Revalida |

 Note:
Tre punti a vittoria, uno a pareggio, zero a sconfitta. In caso di arrivo a pari punti fra due o più squadre si considerano i seguenti criteri: 1) classifica avulsa; 2) differenza gol negli scontri diretti; 3) gol segnati negli scontri diretti; 4) gol in trasferta negli scontri diretti; 5) differenza gol; 6) gol segnati; 7) gol segnati in trasferta; 8) sorteggio.

#### Calendario e risultati
| Central Córdoba | 2 - 1 | Crucero del Norte | 2.2.2018 | Unión (S)         | 4 - 0 | Sp. Belgrano    | 9.2.2018  | Chaco For Ever  | 1 - 0 | Crucero del Norte | 18.2.2018 |
| Sarmiento (R)   | 0 - 2 | Unión (S)         | 3.2.2018 | Crucero del Norte | 2 - 1 | Defensores (VR) | 11.2.2018 | Central Córdoba | 0 - 0 | Unión (S)         | 18.2.2018 |
| Chaco For Ever  | 0 - 1 | Defensores (VR)   | 4.2.2018 | Sarmiento (R)     | 1 - 0 | Chaco For Ever  | 11.2.2018 | Defensores (VR) | 5 - 0 | Gimnasia (S)      | 18.2.2018 |
| Sp. Belgrano    | 0 - 0 | Gimnasia (S)      | 4.2.2018 | Gimnasia (S)      | 3 - 5 | Central Córdoba | 11.2.2018 | Sp. Belgrano    | 4 - 0 | Sarmiento (R)     | 18.2.2018 |

| Sp. Belgrano  | 3 - 0 | Chaco For Ever    | 25.2.2018 | Chaco For Ever    | 1 - 2 | Gimnasia (S)  | 3.3.2018 | Unión (S)       | 2 - 1 | Gimnasia (S)      | 11.3.2018 |
| Sarmiento (R) | 0 - 0 | Central Córdoba   | 25.2.2018 | Crucero del Norte | 3 - 1 | Unión (S)     | 4.3.2018 | Sarmiento (R)   | 1 - 0 | Crucero del Norte | 11.3.2018 |
| Unión (S)     | 0 - 1 | Defensores (VR)   | 25.2.2018 | Central Córdoba   | 2 - 0 | Sp. Belgrano  | 4.3.2018 | Central Córdoba | 1 - 0 | Chaco For Ever    | 11.3.2018 |
| Gimnasia (S)  | 0 - 0 | Crucero del Norte | 25.2.2018 | Defensores (VR)   | 2 - 2 | Sarmiento (R) | 4.3.2018 | Sp. Belgrano    | 1 - 0 | Defensores (VR)   | 11.3.2018 |

| 7ª giornata       | 7ª giornata | 7ª giornata     | 7ª giornata |
| Locali            | R           | Ospiti          | Giorno      |
| ----------------- | ----------- | --------------- | ----------- |
| Chaco For Ever    | 3 - 0       | Unión (S)       | 18.3.2018   |
| Crucero del Norte | 1 - 0       | Sp. Belgrano    | 18.3.2018   |
| Defensores (VR)   | 1 - 0       | Central Córdoba | 18.3.2018   |
| Gimnasia (S)      | 1 - 1       | Sarmiento (R)   | 18.3.2018   |

### Classifica delle terze classificate
| Pos. | Squadra         | Pt | G | V | N | P | GF | GS | DR |                                         |
| ---- | --------------- | -- | - | - | - | - | -- | -- | -- | --------------------------------------- |
| 1.   | Juv. Unida (SL) | 13 | 7 | 4 | 1 | 2 | 9  | 7  | +2 | Passa alla Tercera Fase                 |
| 2.   | Unión (S)       | 10 | 7 | 3 | 1 | 3 | 9  | 8  | +1 | Passa alla Segunda etapa della Revalida |

## Tercera fase(Pentagonal)
Nella Tercera fase le 5 squadre classificatesi dalla Segunda fase disputano un torneo di sola andata in cui ognuna affronta le altre 4. La squadra che ottiene più punti si laurea campione del Torneo Federal A 2017-2018 e ottiene la promozione in Primera División 2018-2019. Le altre 4 compagini passano a disputare la Cuarta etapa della Revalida.

### Classifica delPentagonal
| Pos. | Squadra               | Pt | G | V | N | P | GF | GS | DR |                                        |
| ---- | --------------------- | -- | - | - | - | - | -- | -- | -- | -------------------------------------- |
| 1.   | Central Córdoba (SdE) | 10 | 4 | 3 | 1 | 0 | 8  | 3  | +5 | Promossa in Primera B Nacional         |
| 2.   | Gimnasia (M)          | 7  | 4 | 2 | 1 | 1 | 7  | 5  | +2 | Passa alla Cuarta etapa della Revalida |
| 3.   | Defensores (VR)       | 4  | 4 | 1 | 1 | 2 | 3  | 3  | 0  | Passa alla Cuarta etapa della Revalida |
| 4.   | Juv. Unida (SL)       | 4  | 4 | 1 | 1 | 2 | 4  | 7  | -3 | Passa alla Cuarta etapa della Revalida |
| 5.   | Estudiantes (RC)      | 3  | 4 | 1 | 0 | 3 | 2  | 6  | -4 | Passa alla Cuarta etapa della Revalida |

### Calendario e risultati
| Gimnasia (M)            | 4 - 2                   | Juv. Unida (U)          | 31.3.2018               | Juv. Unida (U)       | 0 - 0                | Defensores (VR)      | 6.4.2018             | Defensores (VR)          | 0 - 1                    | Gimnasia (M)             | 11.4.2018                |
| Defensores (VR)         | 2 - 0                   | Estudiantes (RC)        | 1.4.2018                | Estudiantes (RC)     | 0 - 2                | Central Córdoba      | 7.8.2018             | Central Córdoba          | 3 - 1                    | Juv. Unida (U)           | 11.4.2018                |
| Riposa: Central Córdoba | Riposa: Central Córdoba | Riposa: Central Córdoba | Riposa: Central Córdoba | Riposa: Gimnasia (M) | Riposa: Gimnasia (M) | Riposa: Gimnasia (M) | Riposa: Gimnasia (M) | Riposa: Estudiantes (RC) | Riposa: Estudiantes (RC) | Riposa: Estudiantes (RC) | Riposa: Estudiantes (RC) |

| 4ª giornata             | 4ª giornata             | 4ª giornata             | 4ª giornata             |                        | 5ª giornata            | 5ª giornata            | 5ª giornata            | 5ª giornata |
| Locali                  | R                       | Ospiti                  | Giorno                  | Locali                 | R                      | Ospiti                 | Giorno                 |             |
| ----------------------- | ----------------------- | ----------------------- | ----------------------- | ---------------------- | ---------------------- | ---------------------- | ---------------------- | ----------- |
| Juv. Unida (U)          | 1 - 0                   | Estudiantes (RC)        | 15.4.2018               | Estudiantes (RC)       | 2 - 1                  | Gimnasia (M)           | 22.4.2018              |             |
| Gimnasia (M)            | 1 - 1                   | Central Córdoba         | 16.4.2018               | Central Córdoba        | 2 - 1                  | Defensores (VR)        | 22.4.2018              |             |
| Riposa: Defensores (VR) | Riposa: Defensores (VR) | Riposa: Defensores (VR) | Riposa: Defensores (VR) | Riposa: Juv. Unida (U) | Riposa: Juv. Unida (U) | Riposa: Juv. Unida (U) | Riposa: Juv. Unida (U) |             |

## Revalida

### Primera etapa
Le 23 squadre che non sono riuscite a qualificarsi alla Segunda fase vengono raggruppate in 4 gironi (zonas), ognuno dei quali disputa un torneo di andata e ritorno. Passano alla Segunda etapa della Revalida le prime classificate di ogni zona. Se una di queste prime classificate è retrocessa (vedi infra), viene sostituita dalla seconda classificata e così via.

#### Zona 1

##### Classifica
| Pos. | Squadra       | Pt | G | V | N | P | GF | GS | DR |                                         |
| ---- | ------------- | -- | - | - | - | - | -- | -- | -- | --------------------------------------- |
| 1.   | Dep. Madryn   | 17 | 8 | 5 | 2 | 1 | 10 | 5  | +5 | Passa alla Segunda etapa della Revalida |
| 2.   | Sansinena     | 14 | 8 | 4 | 2 | 2 | 9  | 7  | +2 |                                         |
| 3.   | Ind. Neuquén  | 9  | 8 | 2 | 3 | 3 | 7  | 12 | -5 |                                         |
| 4.   | Rivadavia (L) | 8  | 8 | 2 | 2 | 4 | 9  | 11 | -2 |                                         |
| 5.   | Cipolletti    | 7  | 8 | 2 | 1 | 5 | 9  | 9  | 0  |                                         |

 Note:
Tre punti a vittoria, uno a pareggio, zero a sconfitta. In caso di arrivo a pari punti fra due o più squadre si considerano i seguenti criteri: 1) classifica avulsa; 2) differenza gol negli scontri diretti; 3) gol segnati negli scontri diretti; 4) gol in trasferta negli scontri diretti; 5) differenza gol; 6) gol segnati; 7) gol segnati in trasferta; 8) sorteggio.

##### Calendario e risultati
| Dep. Madryn           | 1 - 1                 | Ind. Nequen           | 4.2.2018              | Ind. Nequen         | 0 - 3               | Cipolletti          | 10.2.2018           | Cipolletti        | 0 - 1             | Dep. Madryn       | 14.2.2018         |
| Cipolletti            | 0 - 1                 | Sansinena             | 4.2.2018              | Sansinena           | 0 - 3               | Rivadavia (L)       | 11.2.2018           | Rivadavia (L)     | 4 - 0             | Ind. Nequen       | 15.2.2018         |
| Riposa: Rivadavia (L) | Riposa: Rivadavia (L) | Riposa: Rivadavia (L) | Riposa: Rivadavia (L) | Riposa: Dep. Madryn | Riposa: Dep. Madryn | Riposa: Dep. Madryn | Riposa: Dep. Madryn | Riposa: Sansinena | Riposa: Sansinena | Riposa: Sansinena | Riposa: Sansinena |

| Dep. Madryn        | 0 - 0              | Rivadavia (L)      | 19.2.2018          | Rivadavia (L)       | 1 - 1               | Cipolletti          | 24.2.2018           | Ind. Nequen           | 1 - 2                 | Dep. Madryn           | 3.3.2018              |
| Ind. Nequen        | 1 - 1              | Sansinena          | 19.2.2018          | Sansinena           | 2 - 1               | Dep. Madryn         | 25.2.2018           | Sansinena             | 3 - 1                 | Cipolletti            | 3.3.2018              |
| Riposa: Cipolletti | Riposa: Cipolletti | Riposa: Cipolletti | Riposa: Cipolletti | Riposa: Ind. Nequen | Riposa: Ind. Nequen | Riposa: Ind. Nequen | Riposa: Ind. Nequen | Riposa: Rivadavia (L) | Riposa: Rivadavia (L) | Riposa: Rivadavia (L) | Riposa: Rivadavia (L) |

| Cipolletti          | 0 - 1               | Ind. Nequen         | 6.3.2018            | Dep. Madryn       | 2 - 1             | Cipolletti        | 11.3.2018         | Rivadavia (L)      | 0 - 2              | Dep. Madryn        | 18.3.2018          |
| Rivadavia (L)       | 0 - 2               | Sansinena           | 7.3.2018            | Ind. Nequen       | 3 - 1             | Rivadavia (L)     | 11.3.2018         | Sansinena          | 0 - 0              | Ind. Nequen        | 18.3.2018          |
| Riposa: Dep. Madryn | Riposa: Dep. Madryn | Riposa: Dep. Madryn | Riposa: Dep. Madryn | Riposa: Sansinena | Riposa: Sansinena | Riposa: Sansinena | Riposa: Sansinena | Riposa: Cipolletti | Riposa: Cipolletti | Riposa: Cipolletti | Riposa: Cipolletti |

| 10ª giornata        | 10ª giornata | 10ª giornata  | 10ª giornata |
| Locali              | R            | Ospiti        | Giorno       |
| ------------------- | ------------ | ------------- | ------------ |
| Cipolletti          | 3 - 0        | Rivadavia (L) | 25.3.2018    |
| Dep. Madryn         | 1 - 0        | Sansinena     | 25.3.2018    |
| Riposa: Ind. Nequen |              |               |              |

#### Zona 2

##### Classifica
| Pos. | Squadra         | Pt | G  | V | N | P | GF | GS | DR |                                         |
| ---- | --------------- | -- | -- | - | - | - | -- | -- | -- | --------------------------------------- |
| 1.   | Huracán (LH)    | 19 | 10 | 5 | 4 | 1 | 15 | 7  | +8 | Passa alla Segunda etapa della Revalida |
| 2.   | Unión (VK)      | 15 | 10 | 4 | 3 | 3 | 9  | 8  | +1 |                                         |
| 3.   | Dep. Maipú      | 13 | 10 | 2 | 7 | 1 | 15 | 14 | +1 |                                         |
| 4.   | San Lorenzo (C) | 13 | 10 | 3 | 4 | 3 | 10 | 13 | -3 |                                         |
| 5.   | Unión (A)       | 10 | 10 | 2 | 4 | 4 | 9  | 13 | -4 |                                         |
| 6.   | Gutiérrez (M)   | 8  | 10 | 2 | 2 | 6 | 11 | 14 | -3 |                                         |

 Note: 
Tre punti a vittoria, uno a pareggio, zero a sconfitta. In caso di arrivo a pari punti fra due o più squadre si considerano i seguenti criteri: 1) classifica avulsa; 2) differenza gol negli scontri diretti; 3) gol segnati negli scontri diretti; 4) gol in trasferta negli scontri diretti; 5) differenza gol; 6) gol segnati; 7) gol segnati in trasferta; 8) sorteggio.

##### Calendario e risultati
| Dep. Maipú      | 3 - 2 | Unión (VK)   | 2.2.2018 | San Lorenzo (C) | 1 - 1 | Dep. Maipú    | 9.2.2018  | Dep. Maipú    | 2 - 2 | Huracán (LH)    | 13.2.2018 |
| Gutiérrez (M)   | 0 - 1 | Huracán (LH) | 4.2.2018 | Unión (A)       | 1 - 0 | Gutiérrez (M) | 10.2.2018 | Gutiérrez (M) | 4 - 1 | San Lorenzo (C) | 14.2.2018 |
| San Lorenzo (C) | 0 - 0 | Unión (A)    | 4.2.2018 | Huracán (LH)    | 0 - 0 | Unión (VK)    | 10.2.2018 | Unión (VK)    | 1 - 0 | Unión (A)       | 14.2.2018 |

| Unión (A)       | 0 - 0 | Huracán (LH) | 18.2.2018 | Huracán (LH) | 3 - 0 | San Lorenzo (C) | 25.2.2018 | Huracán (LH) | 1 - 1 | Gutiérrez (M)   | 1.3.2018 |
| Gutiérrez (M)   | 0 - 2 | Dep. Maipú   | 18.2.2018 | Unión (VK)   | 1 - 2 | Gutiérrez (M)   | 25.2.2018 | Unión (VK)   | 0 - 0 | Dep. Maipú      | 2.3.2018 |
| San Lorenzo (C) | 1 - 1 | Unión (VK)   | 18.2.2018 | Dep. Maipú   | 2 - 2 | Unión (A)       | 25.2.2018 | Unión (A)    | 0 - 1 | San Lorenzo (C) | 3.3.2018 |

| Gutiérrez (M) | 3 - 4 | Unión (A)       | 7.3.2018 | Unión (A)       | 0 - 1 | Unión (VK)    | 11.3.2018 | Huracán (LH) | 3 - 0 | Unión (A)       | 18.3.2018 |
| Dep. Maipú    | 2 - 2 | San Lorenzo (C) | 7.3.2018 | Huracán (LH)    | 2 - 0 | Dep. Maipú    | 11.3.2018 | Unión (VK)   | 1 - 0 | San Lorenzo (C) | 18.3.2018 |
| Unión (VK)    | 1 - 2 | Huracán (LH)    | 7.3.2018 | San Lorenzo (C) | 1 - 0 | Gutiérrez (M) | 11.3.2018 | Dep. Maipú   | 1 - 1 | Gutiérrez (M)   | 18.3.2018 |

| 10ª giornata    | 10ª giornata | 10ª giornata | 10ª giornata |
| Locali          | R            | Ospiti       | Giorno       |
| --------------- | ------------ | ------------ | ------------ |
| Unión (A)       | 2 - 2        | Dep. Maipú   | 24.3.2018    |
| Gutiérrez (M)   | 0 - 1        | Unión (VK)   | 25.3.2018    |
| San Lorenzo (C) | 3 - 1        | Huracán (LH) | 25.3.2018    |

#### Zona 3

##### Classifica
| Pos. | Squadra         | Pt | G  | V | N | P | GF | GS | DR |                                         |
| ---- | --------------- | -- | -- | - | - | - | -- | -- | -- | --------------------------------------- |
| 1.   | Atlético Paraná | 18 | 10 | 5 | 3 | 2 | 15 | 9  | +6 | Passa alla Segunda etapa della Revalida |
| 2.   | Sp. Las Parejas | 17 | 10 | 5 | 2 | 3 | 13 | 8  | +5 |                                         |
| 3.   | Defensores (P)  | 13 | 10 | 3 | 4 | 3 | 12 | 12 | 0  |                                         |
| 4.   | Douglas Haig    | 12 | 10 | 2 | 6 | 2 | 15 | 19 | -4 |                                         |
| 5.   | Dep. Libertad   | 10 | 10 | 2 | 4 | 4 | 13 | 16 | -3 |                                         |
| 6.   | Gimnasia (CdU)  | 9  | 10 | 2 | 3 | 5 | 12 | 16 | -4 |                                         |

 Note: 
Tre punti a vittoria, uno a pareggio, zero a sconfitta. In caso di arrivo a pari punti fra due o più squadre si considerano i seguenti criteri: 1) classifica avulsa; 2) differenza gol negli scontri diretti; 3) gol segnati negli scontri diretti; 4) gol in trasferta negli scontri diretti; 5) differenza gol; 6) gol segnati; 7) gol segnati in trasferta; 8) sorteggio.

##### Calendario e risultati
| Libertad (S)   | 0 - 1 | Sp. Las Parejas | 4.2.2018 | Sp. Las Parejas | 2 - 2 | Douglas Haig   | 9.2.2018  | Libertad (S)   | 2 - 1 | Atl. Paraná     | 14.2.2018 |
| Defensores (P) | 4 - 1 | Douglas Haig    | 4.2.2018 | Gimnasia (CdU)  | 2 - 2 | Libertad (S)   | 9.2.2018  | Defensores (P) | 1 - 0 | Sp. Las Parejas | 14.2.2018 |
| Atl. Paraná    | 1 - 0 | Gimnasia (CdU)  | 4.2.2018 | Atl. Paraná     | 1 - 0 | Defensores (P) | 10.2.2018 | Douglas Haig   | 4 - 2 | Gimnasia (CdU)  | 14.2.2018 |

| Libertad (S)   | 1 - 1 | Defensores (P)  | 18.2.2018 | Douglas Haig    | 2 - 2 | Libertad (S)   | 25.2.2018 | Gimnasia (CdU)  | 1 - 3 | Atl. Paraná    | 2.3.2018 |
| Atl. Paraná    | 5 - 1 | Douglas Haig    | 18.2.2018 | Sp. Las Parejas | 3 - 0 | Atl. Paraná    | 25.2.2018 | Douglas Haig    | 1 - 1 | Defensores (P) | 3.3.2018 |
| Gimnasia (CdU) | 1 - 0 | Sp. Las Parejas | 18.2.2018 | Defensores (P)  | 2 - 2 | Gimnasia (CdU) | 25.2.2018 | Sp. Las Parejas | 2 - 1 | Libertad (S)   | 3.3.2018 |

| Libertad (S)   | 2 - 1 | Gimnasia (CdU)  | 7.3.2018 | Atl. Paraná     | 2 - 0 | Libertad (S)   | 11.3.2018 | Defensores (P)  | 2 - 1 | Libertad (S)   | 16.3.2018 |
| Defensores (P) | 0 - 0 | Atl. Paraná     | 7.3.2018 | Sp. Las Parejas | 2 - 1 | Defensores (P) | 11.3.2018 | Douglas Haig    | 1 - 1 | Atl. Paraná    | 18.3.2018 |
| Douglas Haig   | 1 - 0 | Sp. Las Parejas | 7.3.2018 | Gimnasia (CdU)  | 0 - 0 | Douglas Haig   | 11.3.2018 | Sp. Las Parejas | 2 - 0 | Gimnasia (CdU) | 18.3.2018 |

| 10ª giornata   | 10ª giornata | 10ª giornata    | 10ª giornata |
| Locali         | R            | Ospiti          | Giorno       |
| -------------- | ------------ | --------------- | ------------ |
| Libertad (S)   | 2 - 2        | Douglas Haig    | 23.3.2018    |
| Gimnasia (CdU) | 3 - 0        | Defensores (P)  | 25.3.2018    |
| Atl. Paraná    | 1 - 1        | Sp. Las Parejas | 25.3.2018    |

#### Zona 4

##### Classifica
| Pos. | Squadra            | Pt | G  | V | N | P | GF | GS | DR |                                         |
| ---- | ------------------ | -- | -- | - | - | - | -- | -- | -- | --------------------------------------- |
| 1.   | Dep. San Jorge (T) | 19 | 10 | 5 | 4 | 1 | 14 | 9  | +5 | Passa alla Segunda etapa della Revalida |
| 2.   | Sp. Patria (F)     | 14 | 10 | 3 | 5 | 2 | 18 | 14 | +4 |                                         |
| 3.   | Dep. Mandiyú       | 14 | 10 | 3 | 5 | 2 | 10 | 10 | 0  |                                         |
| 4.   | Juv. Antoniana     | 12 | 10 | 3 | 3 | 4 | 12 | 12 | 0  |                                         |
| 5.   | Altos Hornos Zapla | 9  | 10 | 1 | 6 | 3 | 8  | 11 | -3 |                                         |
| 6.   | Guaraní A.F.       | 8  | 10 | 1 | 5 | 4 | 10 | 16 | -6 |                                         |

 Note: 
Tre punti a vittoria, uno a pareggio, zero a sconfitta. In caso di arrivo a pari punti fra due o più squadre si considerano i seguenti criteri: 1) classifica avulsa; 2) differenza gol negli scontri diretti; 3) gol segnati negli scontri diretti; 4) gol in trasferta negli scontri diretti; 5) differenza gol; 6) gol segnati; 7) gol segnati in trasferta; 8) sorteggio.

##### Calendario e risultati
| Dep. San Jorge | 2 - 3 | Sp. Patria         | 3.2.2018 | Sp. Patria     | 1 - 2 | Juv. Antoniana     | 11.2.2018 | Dep. Mandiyú       | 0 - 0 | Guaraní A.F.   | 15.2.2018 |
| Dep. Mandiyú   | 0 - 0 | Altos Hornos Zapla | 4.2.2018 | Dep. San Jorge | 1 - 1 | Dep. Mandiyú       | 11.2.2018 | Altos Hornos Zapla | 2 - 1 | Sp. Patria     | 15.2.2018 |
| Juv. Antoniana | 1 - 0 | Guaraní A.F.       | 4.2.2018 | Guaraní A.F.   | 0 - 0 | Altos Hornos Zapla | 11.2.2018 | Juv. Antoniana     | 1 - 2 | Dep. San Jorge | 15.2.2018 |

| Juv. Antoniana | 0 - 2 | Dep. Mandiyú       | 18.2.2018 | Dep. Mandiyú       | 1 - 1 | Sp. Patria     | 24.2.2018 | Altos Hornos Zapla | 0 - 0 | Dep. Mandiyú   | 2.3.2018 |
| Sp. Patria     | 2 - 2 | Guaraní A.F.       | 18.2.2018 | Altos Hornos Zapla | 2 - 2 | Juv. Antoniana | 25.2.2018 | Sp. Patria         | 2 - 2 | Dep. San Jorge | 3.3.2018 |
| Dep. San Jorge | 2 - 0 | Altos Hornos Zapla | 18.2.2018 | Guaraní A.F.       | 2 - 3 | Dep. San Jorge | 25.2.2018 | Guaraní A.F.       | 1 - 4 | Juv. Antoniana | 3.3.2018 |

| Dep. Mandiyú       | 0 - 1 | Dep. San Jorge | 7.3.2018 | Dep. San Jorge | 0 - 0 | Juv. Antoniana     | 11.3.2018 | Dep. Mandiyú       | 1 - 0 | Juv. Antoniana | 18.3.2018 |
| Altos Hornos Zapla | 2 - 3 | Guaraní A.F.   | 7.3.2018 | Sp. Patria     | 1 - 1 | Altos Hornos Zapla | 11.3.2018 | Altos Hornos Zapla | 0 - 1 | Dep. San Jorge | 18.3.2018 |
| Juv. Antoniana     | 1 - 2 | Sp. Patria     | 7.3.2018 | Guaraní A.F.   | 2 - 4 | Dep. Mandiyú       | 11.3.2018 | Guaraní A.F.       | 0 - 0 | Sp. Patria     | 18.3.2018 |

| 10ª giornata   | 10ª giornata | 10ª giornata       | 10ª giornata |
| Locali         | R            | Ospiti             | Giorno       |
| -------------- | ------------ | ------------------ | ------------ |
| Juv. Antoniana | 1 - 1        | Altos Hornos Zapla | 22.3.2018    |
| Dep. San Jorge | 0 - 0        | Guaraní A.F.       | 24.3.2018    |
| Sp. Patria     | 5 - 1        | Dep. Mandiyú       | 25.3.2018    |

### Segunda etapa
Nella Segunda etapa della Revalida si affrontano in sfide di andata e ritorno le 4 squadre che hanno vinto nelle rispettive zonas della Primera etapa e le 10 squadre provenienti dalla Segunda fase che nono sono riuscite a qualificarsi alla Tercera fase. Gli accoppiamenti sono stati determinati sulla base dei punti ottenuti nella Primera etapa della Revalida. Le 7 squadre vincenti dei confronti diretti si qualificano alla Tercera etapa.
| Squadra 1         | RT                | Squadra 2          | Andata | Ritorno |
| ----------------- | ----------------- | ------------------ | ------ | ------- |
| Alvarado          | 1 - 1 (4 - 2 dcr) | Dep. San Jorge (T) | 1 - 1  | 0 - 0   |
| Sp. Belgrano (SF) | 5 - 3             | Atlético Paraná    | 1 - 1  | 4 - 2   |
| Crucero (M)       | 2 - 1             | Huracán (LH)       | 0 - 1  | 2 - 0   |
| Deportivo Roca    | 1 - 2             | Dep. Madryn        | 0 - 1  | 1 - 1   |
| Sarmiento (R)     | 2 - 0             | Ferro (GP)         | 2 - 0  | 0 - 0   |
| Desamparados      | 1 - 1 (3 - 4 dcr) | Gimnasia (S)       | 0 - 1  | 1 - 0   |
| Chaco For Ever    | 2 - 0             | Villa Mitre        | 0 - 0  | 2 - 0   |

### Tercera etapa
Nella Tercera etapa della Revalida si affrontano in sfide di andata e ritorno le 7 squadre che hanno vinto i rispettivi scontri diretti della Segunda etapa e l'Unión de Sunchales, che non è riuscita a qualificarsi al Pentagonal finale del campionato. Anche in questo caso gli accoppiamenti sono stati determinati sulla base dei punti ottenuti fin ad ora. Le 4 squadre vincenti dei confronti diretti si qualificano alla Cuarta etapa.
| Squadra 1      | RT                | Squadra 2         | Andata | Ritorno |
| -------------- | ----------------- | ----------------- | ------ | ------- |
| Dep. Madryn    | 3 - 1             | Unión (S)         | 2 - 0  | 1 - 1   |
| Chaco For Ever | 3 - 4             | Alvarado          | 2 - 1  | 1 - 3   |
| Gimnasia (S)   | 3 - 3 (4 - 2 dcr) | Sp. Belgrano (SF) | 2 - 1  | 1 - 2   |
| Sarmiento (R)  | 0 - 1             | Crucero (M)       | 0 - 1  | 0 - 0   |

### Cuarta,QuintaeSexta etapa
Allo scopo di determinare la seconda squadra ad ottenere la promozione, le 4 squadre qualificatesi dalla Tercera etapa affrontano, in scontri diretti con andata e ritorno, le 4 squadre uscite sconfitte dal Pentagonal final della Tercera fase in un "torneo" che prevede la disputa di quarti di finale (Cuarta etapa), semifinali (Quinta etapa) e finale. Ogni scontro si disputa in partite di andata e ritorno e per determinare gli abbinamenti sono stati presi in considerazione i punti ottenuti fino a questo momento.
|  | Cuarta etapa | Cuarta etapa      | Cuarta etapa | Cuarta etapa | Cuarta etapa |  |  | Quinta etapa | Quinta etapa      | Quinta etapa | Quinta etapa    | Quinta etapa |   |   | Sexta etapa | Sexta etapa  | Sexta etapa | Sexta etapa | Sexta etapa |  |
|  |              |                   |              |              |              |  |  |              |                   |              |                 |              |   |   |             |              |             |             |             |  |
|  | 1            | Gimnasia (S)      | 2            | 3            | 5            |  |  |              |                   |              |                 |              |   |   |             |              |             |             |             |  |
|  | 8            | Dep. Madryn       | 4            | 0            | 4            |  |  | 1            | Gimnasia (S)      | 1            | 1               | 2            |   |   |             |              |             |             |             |  |
|  | 4            | Juv. Unida (SL)   | 2            | 1            | 3            |  |  | 4            | Sp. Belgrano (SF) | 0            | 0               | 0            |   |   |             |              |             |             |             |  |
|  | 5            | Sp. Belgrano (SF) | 2            | 2            | 4            |  |  |              |                   |              |                 |              |   |   | 1           | Gimnasia (S) | 0           | 1           | 1           |  |
|  | 2            | Estudiantes (RC)  | 0            | 0            | 0(5)         |  |  |              |                   | 2            | Defensores (VR) | 0            | 0 | 0 |             |              |             |             |             |  |
|  | 7            | Crucero (M)       | 0            | 0            | 0(3)         |  |  | 2            | Estudiantes (RC)  | 1            | 1               | 2(3)         |   |   |             |              |             |             |             |  |
|  | 3            | Defensores (VR)   | 0            | 0            | 0(4)         |  |  | 3            | Defensores (VR)   | 1            | 1               | 2(4)         |   |   |             |              |             |             |             |  |
|  | 6            | Alvarado          | 0            | 0            | 0(3)         |  |  |              |                   |              |                 |              |   |   |             |              |             |             |             |  |

## Retrocessioni (Descenso)
Seguendo il sistema tradizionale del promedio (cioè la media punti), il regolamento prevede la determinazione di una classifica per ogni zona della Primera etapa della Revalida che tiene conto dei punti totalizzati anche nella precedente Primera fase. Al termine della Primera etapa retrocedono le ultime 4 squadre di ogni zona. Subito dopo viene stilata una nuova graduatoria del promedio delle restanti squadre che hanno disputato la Primera etapa della Revalida. Le ultime 4 squadre di questa "seconda" classifica determinerà le altre 4 retrocessioni stabilite dal regolamento (naturalmente senza tenere conto delle squadre già retrocesse nelle rispettive classifiche "zonali" del descenso).

### Zona 1
| Pos. | Squadra       | PPF | PR | PT | G  | P     |            |
| ---- | ------------- | --- | -- | -- | -- | ----- | ---------- |
| 1.   | Dep. Madryn   | 16  | 17 | 33 | 24 | 1.375 |            |
| 2.   | Cipolletti    | 23  | 7  | 30 | 24 | 1.250 |            |
| 3.   | Sansinena     | 16  | 14 | 30 | 24 | 1.250 |            |
| 4.   | Ind. Neuquén  | 19  | 9  | 28 | 24 | 1.166 |            |
| 5.   | Rivadavia (L) | 13  | 8  | 25 | 24 | 1.041 | Retrocesso |

### Zona 2
| Pos. | Squadra         | PPF | PR | PT | G  | P     |            |
| ---- | --------------- | --- | -- | -- | -- | ----- | ---------- |
| 1.   | Huracán (LH)    | 22  | 19 | 41 | 28 | 1.464 |            |
| 2.   | Dep. Maipú      | 26  | 13 | 39 | 28 | 1.392 |            |
| 3.   | San Lorenzo (C) | 20  | 13 | 33 | 28 | 1.178 |            |
| 4.   | Unión (VK)      | 17  | 15 | 32 | 28 | 1.142 |            |
| 5.   | Unión (A)       | 13  | 10 | 23 | 28 | 0.821 |            |
| 6.   | Gutiérrez (M)   | 13  | 8  | 21 | 28 | 0.750 | Retrocesso |

### Zona 3
| Pos. | Squadra         | PPF | PR | PT | G  | P     |            |
| ---- | --------------- | --- | -- | -- | -- | ----- | ---------- |
| 1.   | Sp. Las Parejas | 23  | 17 | 40 | 28 | 1.428 |            |
| 2.   | Douglas Haig    | 26  | 12 | 38 | 28 | 1.357 |            |
| 3.   | Defensores (P)  | 22  | 13 | 35 | 28 | 1.250 |            |
| 4.   | Atlético Paraná | 16  | 18 | 34 | 28 | 1.214 |            |
| 5.   | Gimnasia (CdU)  | 25  | 9  | 34 | 28 | 1.214 |            |
| 6.   | Dep. Libertad   | 14  | 10 | 24 | 28 | 0.857 | Retrocesso |

### Zona 4
| Pos. | Squadra            | PPF | PR | PT | G  | P     |            |
| ---- | ------------------ | --- | -- | -- | -- | ----- | ---------- |
| 1.   | Dep. San Jorge (T) | 20  | 19 | 39 | 28 | 1.392 |            |
| 2.   | Altos Hornos Zapla | 27  | 9  | 36 | 28 | 1.285 |            |
| 3.   | Juv. Antoniana     | 24  | 12 | 36 | 28 | 1.285 |            |
| 4.   | Sp. Patria (F)     | 16  | 14 | 30 | 28 | 1.071 |            |
| 5.   | Dep. Mandiyú       | 15  | 14 | 29 | 28 | 1.035 |            |
| 6.   | Guaraní A.F.       | 12  | 8  | 20 | 28 | 0.714 | Retrocesso |

### Classifica generale deldescenso
| Pos. | Squadra            | PPF | PR | PT | G  | P     |            |
| ---- | ------------------ | --- | -- | -- | -- | ----- | ---------- |
| 5.   | Dep. Madryn        | 16  | 17 | 33 | 24 | 1.375 |            |
| 6.   | Douglas Haig       | 12  | 12 | 38 | 28 | 1.357 |            |
| 7.   | Altos Hornos Zapla | 27  | 9  | 36 | 28 | 1.285 |            |
| 8.   | Juv. Antoniana     | 24  | 12 | 36 | 28 | 1.285 |            |
| 9.   | Cipolletti         | 23  | 7  | 30 | 24 | 1.250 |            |
| 10.  | Defensores (P)     | 22  | 13 | 35 | 28 | 1.250 |            |
| 11.  | Sansinena          | 16  | 14 | 30 | 24 | 1.250 |            |
| 12.  | Atlético Paraná    | 16  | 18 | 34 | 28 | 1.214 |            |
| 13.  | Gimnasia (CdU)     | 25  | 9  | 34 | 28 | 1.214 |            |
| 14.  | San Lorenzo (C)    | 20  | 13 | 33 | 28 | 1.178 |            |
| 15.  | Ind. Neuquén       | 19  | 9  | 28 | 24 | 1.166 |            |
| 16.  | Unión (VK)         | 17  | 15 | 32 | 28 | 1.142 | Retrocesse |
| 17.  | Sp. Patria (F)     | 16  | 14 | 30 | 28 | 1.071 | Retrocesse |
| 18.  | Dep. Mandiyú       | 15  | 14 | 29 | 28 | 1.035 | Retrocesse |
| 19.  | Unión (A)          | 13  | 10 | 23 | 28 | 0.821 | Retrocesse |

## Classifica marcatori
| Pos. | Giocatore                | Squadra       | Gol |
| ---- | ------------------------ | ------------- | --- |
| 1°   | Luis Silba               | Sarmiento (R) | 15  |
| 2°   | Pablo Palacios Alvarenga | Gimnasia (M)  | 14  |
| 3°   | Horacio Martínez         | Douglas Haig  | 11  |
| 4°   | Hernán Altolaguirre      | Rivadavia (L) | 10  |
| 4°   | Nicolás Gatto            | Gutiérrez (M) | 10  |
| 4°   | Lautaro Parisi           | Ferro (GP)    | 10  |